# The Truth (The X-Files)
«The Truth» es el final de la novena temporada de la serie de televisión estadounidense de ciencia ficción The X-Files. «The Truth», los episodios 19 y 20 de la temporada y los episodios 201 y 202 en general, originalmente sirvieron como el final de la serie, hasta su retorno en enero de 2016. Emitidos juntos en Fox el 19 de mayo de 2002, los episodios fueron escritos por el creador de la serie Chris Carter y dirigidos por Kim Manners. «The Truth» fue el episodio más visto de la novena temporada con una audiencia de 13,25 millones de espectadores en su emisión inicial. El final recibió críticas mixtas, y muchos comentaristas criticaron la falta de cierre del episodio. Otros estaban satisfechos con el regreso completo del actor David Duchovny a la serie, así como con la conclusión del episodio.
El programa se centra en agentes especiales del FBI que trabajan en casos paranormales sin resolver llamados expedientes X; esta temporada se centra en las investigaciones de John Doggett (Robert Patrick), Monica Reyes (Annabeth Gish) y Dana Scully (Gillian Anderson). En este episodio, Walter Skinner (Mitch Pileggi) y Scully se enteran de que Mulder, que ha estado desaparecido durante casi un año, ha sido puesto bajo arresto militar por el supuesto asesinato de Knowle Rohrer (Adam Baldwin), uno de los «supersoldados» secretos del gobierno. Mulder escapa de la prisión con la ayuda de Skinner, Reyes, Doggett, Scully y Alvin Kersh (James Pickens Jr.). Mulder y Scully viajan a Nuevo México, donde helicópteros destruyen unas ruinas en un acantilado Anasazi junto con el fumador (William B. Davis).
El episodio presentó el regreso de Duchovny, luego de su partida después del final de la octava temporada, así como varios otros personajes recurrentes. «The Truth» sirvió para concluir muchos arcos de historias de mucho tiempo mientras creaba otros nuevos para una posible franquicia cinematográfica. El rodaje tuvo lugar en varios lugares de California, incluida una planta de energía hidroeléctrica al este de Fresno y el Parque Estatal del Desierto Anza-Borrego. Carter volvería al universo de The X-Files con un largometraje, The X-Files: I Want to Believe (2008), y ha discutido públicamente la posibilidad de una tercera película, que se centraría en la inminente invasión extraterrestre revelada en «The Truth».

## Argumento
En la base militar de Mount Weather, Fox Mulder (David Duchovny) aparece con varios funcionarios del gobierno. Obtiene acceso a documentos altamente clasificados en un sistema informático seguro, y se sorprende y consterna al leer los documentos, que brindan detalles de la colonización final del planeta por fuerzas extraterrestres. Antes de que pueda seguir leyendo, Mulder oye que se acerca otra persona. Se esconde rápidamente y observa a Knowle Rohrer (Adam Baldwin), un ex amigo de John Doggett (Robert Patrick) pero que se ha transformado irreversiblemente en un «supersoldado» enemigo, acercándose al sistema informático. Rohrer inmediatamente se da cuenta de que se ha accedido al sistema. Mulder intenta atacar a Rohrer, pero este lo domina. Mulder huye frenéticamente, pero Rohrer lo flanquea. En un violento altercado, Mulder lo lanza desde una pasarela al cableado de alto voltaje y Rohrer aparentemente muere por electrocución. Mulder intenta escapar, pero es rápidamente arrestado por varios soldados.
La noticia del arresto de Mulder se extiende al FBI. Al escuchar que ha resurgido, y de una manera tan terrible, Dana Scully (Gillian Anderson) y Walter Skinner (Mitch Pileggi) lo visitan bajo custodia militar. Durante su tiempo en cautiverio, Mulder recibe visitas misteriosas de dos fantasmas de su pasado: Alex Krycek (Nicholas Lea) y X (Steven Williams). Mientras tanto, Scully y Skinner hacen todo lo posible para que lo liberen, pero no lo consiguen. El destino de Mulder finalmente se somete a un tribunal militar con el subdirector Alvin Kersh (James Pickens Jr.) en cargo. Al principio, parece que Mulder se convertirá en la víctima desesperada de un juicio arreglado en su contra.
Skinner toma la defensa de Mulder, mientras que Scully, Doggett, Mónica Reyes (Annabeth Gish), Marita Covarrubias (Laurie Holden), Gibson Praise (Jeff Gulka) y Jeffrey Spender (Chris Owens) testifican en defensa de Mulder. La fiscalía presenta el cuerpo de Rohrer como evidencia contra Mulder. Consciente de que Rohrer es un «supersoldado» aparentemente invencible, Scully realiza un examen médico y demuestra que el cuerpo no es el de Rohrer. Pese a ello, se rechaza la prueba, dado que no se autorizó la autopsia y se anula la defensa. Mulder es sentenciado a muerte por el asesinato de un oficial militar. Más tarde, Doggett, Skinner, Reyes y Scully ayudan a Mulder a escapar, con la ayuda inesperada de Kersh, quien decidió que debería haber dejado ir a Mulder en primer lugar. A pesar de que se le aconsejó que fuera hacia Canadá, Mulder lleva a Scully a Nuevo México. En su camino, Mulder recibe la visita de tres fantasmas adicionales: los pistoleros solitarios, quienes le aconsejan que huya por su vida en lugar de continuar su búsqueda de la verdad. Mulder rechaza cortésmente la oferta. Mientras tanto, Doggett y Reyes encuentran su oficina vacía, lo que sugiere que los expedientes X han sido cerrados por tercera vez.
Mulder y Scully llegan a las ruinas Anasazi para encontrar a un «hombre sabio» que creen que puede entender los documentos clasificados que Mulder ha leído. Descubren que el llamado «hombre sabio» no es otro que el fumador (William B. Davis), quien, después de todo, aún con vida, se esconde para sobrevivir a la colonización, un evento que sucederá el 22 de diciembre de 2012, el predicho fin del mundo. Afuera, Reyes y Doggett llegan y se preparan para luchar contra Rohrer, quien ha sido enviado a matar a Mulder y al fumador. Rohrer muere cuando la magnetita en las ruinas afecta su cuerpo sobrehumano. Cambiando de autos con Mulder y Scully, Doggett y Reyes se marchan. Unos helicópteros negros destruyen las viviendas de los acantilados y al fumador dentro, creyendo que Mulder todavía se encontraba en el lugar. Doggett y Reyes son vistos por última vez alejándose a toda velocidad.
En una habitación de motel en Roswell, Nuevo México, Mulder y Scully se preparan para ir a la cama y conversar. Mulder explica su creencia de «que los muertos no están perdidos para nosotros. Que nos hablan como parte de algo más grande que nosotros, más grande que cualquier fuerza extraterrestre. Y si tú y yo somos impotentes ahora, quiero creer que si escuchamos a lo que está hablando, nos puede dar el poder de salvarnos a nosotros mismos». A pesar de sus escasas posibilidades de éxito, Mulder declara, «Quizás haya esperanza», mientras se recuestan, contentos en los brazos del otro, en un abrazo amoroso.

## Producción

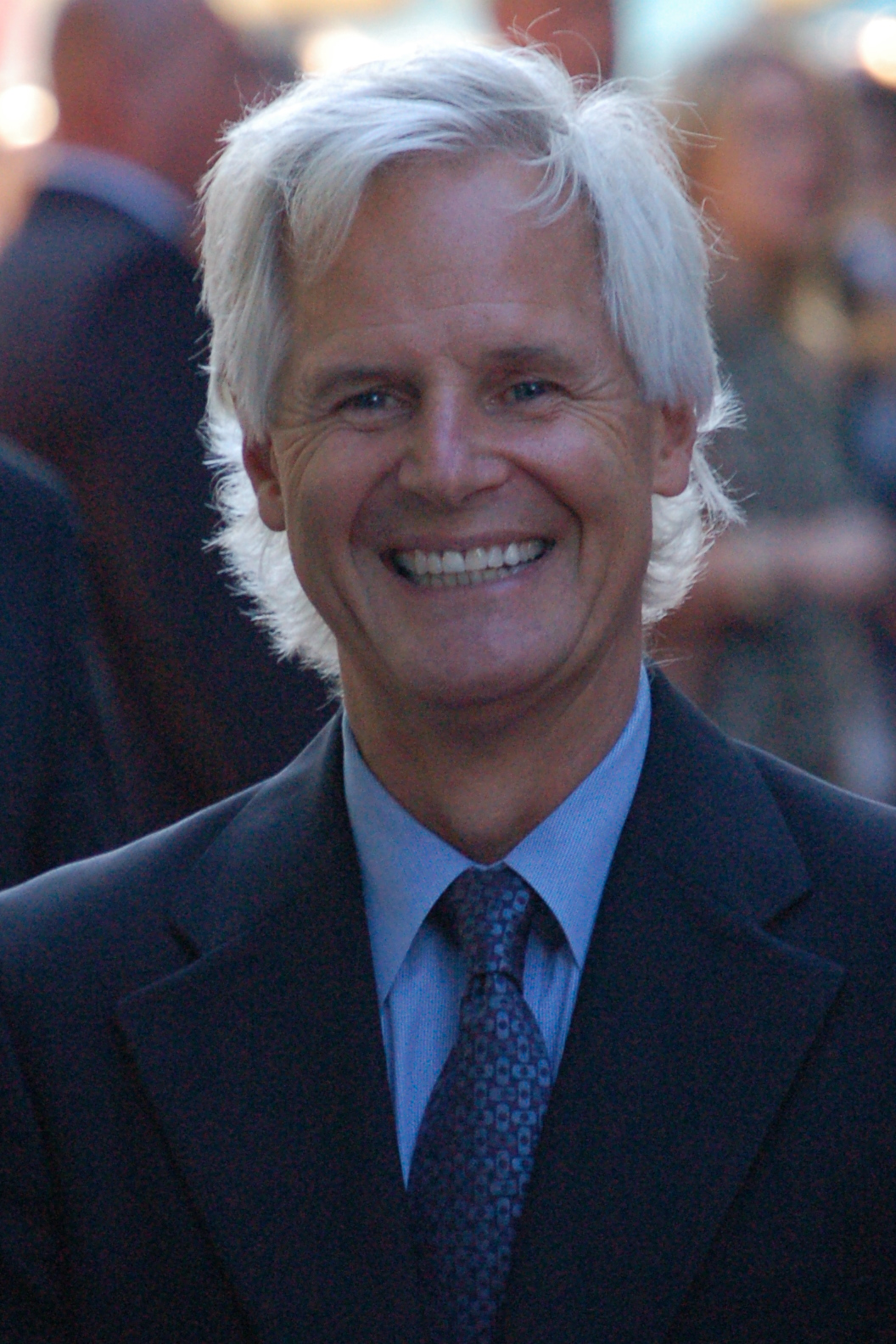
Chris Carter escribió el episodio y señaló que «era extraño estar escribiendo estas cosas sabiendo que era la última vez».

### Escritura
El episodio fue escrito por el creador de la serie Chris Carter. Señaló: «Es el final, no tienes otra oportunidad. Así que será mejor que pongas todo lo que siempre quisiste incluir en el episodio. Hubo cosas que nos distrajeron de lo que realmente estaba pasando. La banda estaba rompiendo». Expuso la idea y decidió que «probablemente era hora de irse [...] era extraño estar escribiendo estas cosas sabiendo que era la última vez que veríamos a Scully haciendo ciertas cosas o escucharíamos a Mulder decir ciertas cosas». Spotnitz explicó que Carter hizo el anuncio en enero para que «tuviéramos tiempo para pensar en el final, planearlo y darles a todos los personajes lo que les corresponde». Gish dijo más tarde: «Tengo un gran respeto por la forma elegante en que están cerrando el telón». El actor Bruce Harwood, que interpretó a John Fitzgerald Byers en el programa, llamó al final el «paso de una generación».
Varias de las escenas del episodio presentan elementos que se refieren a entregas anteriores. La escena final en la que Mulder y Scully hablan en una habitación de hotel recuerda al episodio piloto de la serie. Además, en «The Truth», el fumador le revela a Mulder que los extraterrestres planean colonizar la tierra el 22 de diciembre de 2012, un evento que, según el programa, los mayas predijeron. Esto hace referencia al episodio de la segunda temporada «Red Museum», que presentaba a miembros de un nuevo movimiento religioso que creían que el año 2012 traería consigo el amanecer de la Nueva Era.
Antes del lanzamiento de la película de 2008 The X-Files: I Want to Believe, Carter expresó su intención de hacer un tercer largometraje de X-Files que se enfocaría en la inminente invasión extraterrestre revelada en este episodio, dependiendo del éxito de The X-Files: I Want to Believe. Tras el lanzamiento de The X-Files: I Want to Believe, Carter, Spotnitz, Duchovny y Anderson expresaron su interés en hacer una. Sin embargo, el 17 de enero de 2015, el presidente y director ejecutivo de Fox Television Group, Gary Newman, reveló que había interés de la cadena en revivir The X-Files, no como una franquicia de cinematográfica, sino como un evento televisivo de duración limitada.

### Reparto

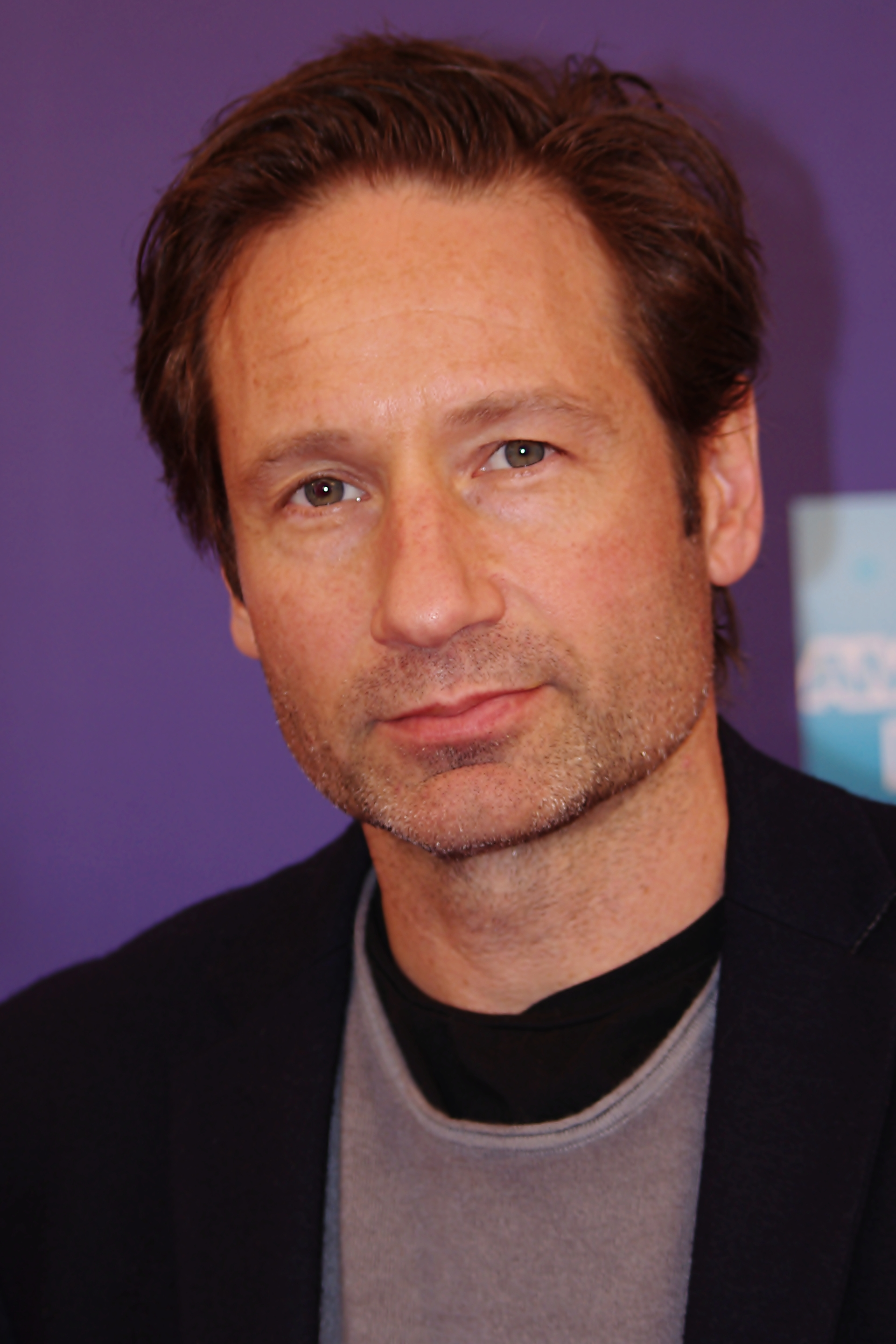
«The Truth» marcó el regreso de David Duchovny como Fox Mulder.

Con este episodio, Duchovny se reincorporó al elenco principal de The X-Files después de su partida tras el final de la octava temporada «Existence». El episodio marca la única vez que los cinco actores principales, Duchovny, Anderson, Patrick, Gish y Pileggi, aparecen juntos en los títulos de apertura. Mulder, Scully y el fumador son los únicos personajes que aparecen tanto en este episodio como en el piloto de la serie. Este episodio es el cuarto de sólo cuatro episodios en la novena temporada donde apareció Duchovny, los otros son «Trust No 1», «Jump the Shark» y «William». Duchovny apareció en los dos primeros a través de imágenes de archivo y solo hizo un pequeño cameo en el tercero. El episodio marca el regreso de varios personajes que habían muerto previamente o habían abandonado el programa; incluido X, quien fue asesinado en el primer episodio de la cuarta temporada «Herrenvolk»; Alex Krycek, quien fue asesinado a tiros por Skinner en el final de la octava temporada «Existence»; el fumador, quien supuestamente fue asesinado en «Requiem»; Gibson Praise, quien fue visto por última vez en el episodio de la octava temporada «Without»; Los pistoleros solitarios, que murieron en el episodio de la novena temporada «Jump the Shark»; Jeffrey Spender, quien originalmente fue asesinado en el episodio de la sexta temporada «One Son» pero reapareció en el episodio de la novena temporada «William»; y Marita Covarrubias, quien apareció por última vez en el final de la séptima temporada «Requiem».
Originalmente, este episodio iba a presentar al personaje recurrente Shannon McMahon. La actriz Lucy Lawless quedó embarazada poco después de filmar el episodio de dos partes «Nothing Important Happened Today», y no estuvo disponible para episodios posteriores. Julia Vera fue llamada para interpretar el papel de la mujer que ayuda al fumador a vivir en las ruinas Anasazi. Vera había aparecido previamente en el episodio de dos partes de la sexta temporada «Dreamland». Más tarde calificó la oportunidad de «increíble» y declaró que «mi mayor experiencia fue The X-Files». La escena final del episodio originalmente iba a presentar al Hombre mondadientes, el líder extraterrestre del nuevo sindicato interpretado por Alan Dale, que informa al presidente estadounidense George W. Bush, interpretado por el actor Gary Newton, de la fuga de Mulder. La escena fue filmada, pero no se incluyó en la versión transmitida; El productor ejecutivo Frank Spotnitz dijo más tarde que estaba «tan feliz» que los productores cortaran la escena, señalando que, a pesar de «mucho debate al respecto, en ambos lados», la escena no pudo encajar con la escena final con Mulder y Scully. En el comentario de audio del DVD, los productores mencionaron que habían considerado filmar la toma en el set de la Oficina Oval creada para The West Wing, una serie dramática creada por Aaron Sorkin que se transmitió originalmente en NBC. Además, originalmente querían que Martin Sheen apareciera como su personaje en The West Wing, Josiah Bartlet, en lugar de Bush, y señalaron que el cameo habría sido «una especie de guiño agradable» para la audiencia de televisión. A pesar de ser eliminada del episodio final, la toma se presentó como una escena eliminada en el lanzamiento de video de la novena temporada.

### Rodaje

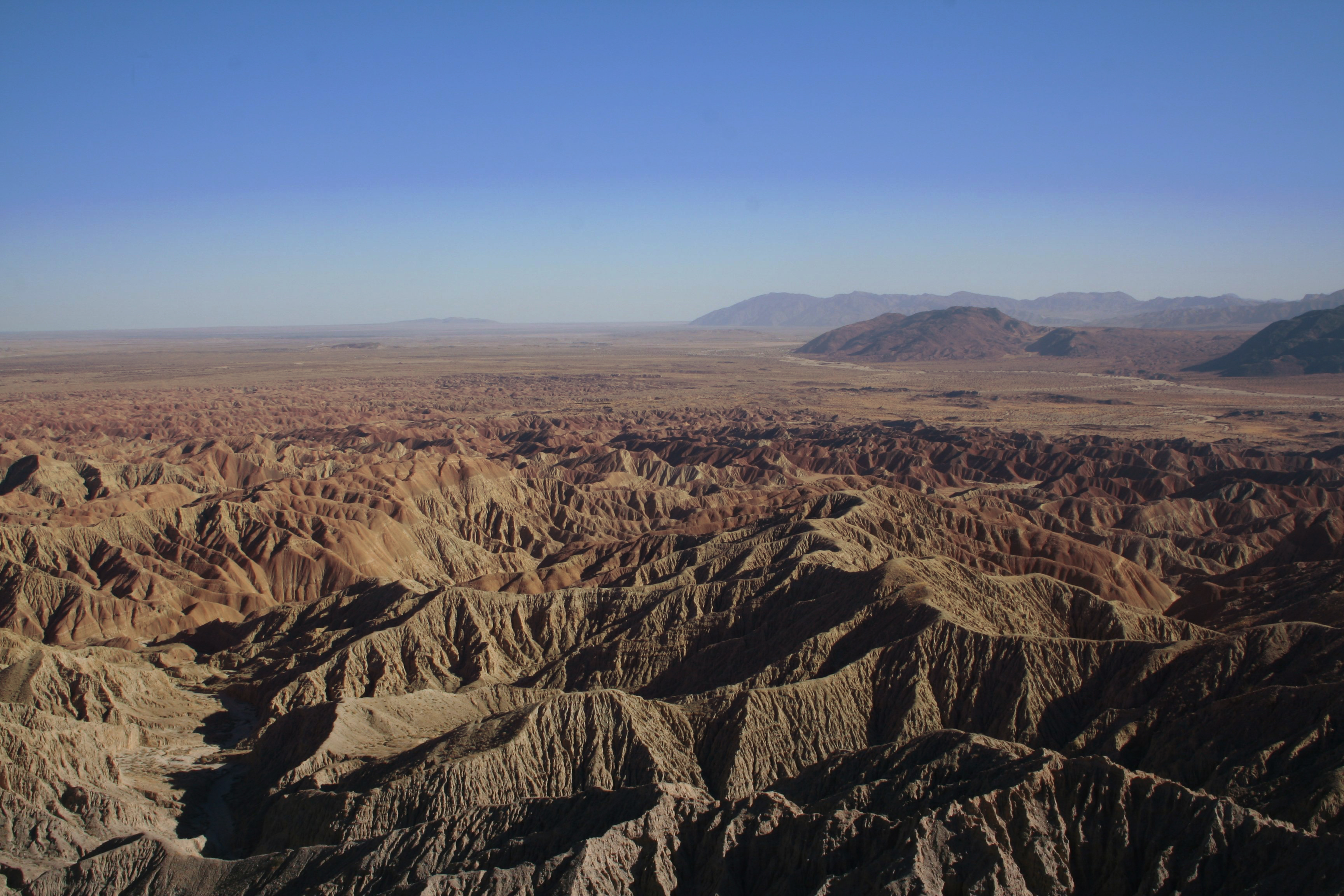
Las ruinas Anasazi fueron filmadas en el Parque Estatal del Desierto Anza-Borrego.

La mayor parte del episodio, como el resto de las temporadas seis, siete, ocho y nueve, se filmó en Los Ángeles. La primera escena, en la que Mulder irrumpió en una base militar, fue filmada en una planta de energía hidroeléctrica al este de Fresno, California. Las habitaciones que aparecieron en el episodio fueron las habitaciones principales de la planta de energía que redecoró el equipo de diseño de The X-Files; el equipo más tarde llamó al set la «sala de guerra». La mayor parte de la decoración y la escena interior fue realizada por el equipo de efectos visuales; la única parte visible que se ve en la vida real era una bomba de sumidero grande. Bill Roe, el director de fotografía del episodio, pasó «cuatro o cinco días iluminando [el] plató» para el rodaje. Kim Manners llamó a su labor «un gran trabajo». Las escenas que tienen lugar en la sala principal de la terminal de la computadora se filmaron en un escenario de sonido de 20th Century Fox, mientras que las escenas en las que Mulder es torturado por los guardias militares se filmaron en el Fuerte MacArthur, una antigua base militar en San Pedro, California, que fue dada de baja en 1974, incluido el Centro de Cuidado de Mamíferos Marinos ubicado en el Fuerte MacArthur. Filmar la sala del tribunal fue una de las «secuencias más desafiantes» que Manners había hecho. Carter quería que la sala del tribunal no tuviera espectadores ni jurado. Esto significaba que Manners tenía que rodar cada escena con un número limitado de actores y hacer que parecieran «frescos». Manners estaba aterrorizado al filmar la escena de la sala del tribunal de 40 páginas, y señaló que el programa básicamente estaba volviendo a contar una historia de nueve años de The X-Files. Corey Kaplan diseñó el set.
Las ruinas Anasazi se construyeron en el Parque Estatal del Desierto Anza-Borrego. El gerente de ubicación, Mac Gordon, señaló más tarde que, debido a la presencia de un raro «sapo espinoso con cuernos negros» en el área, él y su equipo se vieron obligados a contratar a varios biólogos para localizar a los lagartos en el área y trasladarlos a otra parte. Además, Gordon tuvo dificultades para persuadir a los guardaparques para que construyeran y luego hicieran explotar ruinas falsas. Explicó: «Estábamos en una propiedad de un parque estatal que era un parque todoterreno, con motocicletas y [vehículos todo terreno] volando por todos lados, pero aún palidecieron cuando dije que teníamos que construir ruinas indias y luego volarlas». Sin embargo, el cameo del fumador fue filmado en el estudio de sonido de 20th Century Fox. Manners señaló que Davis lo pasó «muy mal» tratando de fumar sus cigarrillos a través de un agujero en su cuello, porque el agujero era «falso». La escena en la que el fumador fue quemado por el fuego de un misil se realizó mediante animación por computadora. Los misiles fueron creados mediante tecnología CGI por el animador Mat Beck. El helicóptero, sin embargo, incluía bombas de humo reales. Una toma de William B. Davis se superpuso con fuego y, finalmente, una calavera para dar el efecto de que la carne del fumador se quemó. Paul Rabwin más tarde llamó a la escena una «gran secuencia».
La última escena filmada del episodio fue entre Anderson y Duchovny y Manners la calificó de «extremadamente dura», debido a que era «muy emotiva». Señaló que la escena «resume la serie» sobre un «hombre que creía y una mujer que era escéptica pero se convirtió en creyente». La escena fue filmada en un motel real, llamado La Cresenta. La ubicación se había utilizado anteriormente en los episodios «Sein und Zeit» y «This Is Not Happening».

## Análisis
La escena final, que presenta una conversación entre Mulder y Scully, ha sido examinada por el autor V. Alan White debido a sus matices religiosos percibidos. En el libro The Philosophy of The X-Files, señala que la escena final «socava el aparentemente persistente desprecio de Mulder por la religión tradicional» y su sutil aceptación del teísmo. En episodios anteriores, principalmente aquellos que tratan del catolicismo de Scully, Mulder muestra una falta de aprobación cuando se trata del concepto de religión organizada, y a menudo señala que «los teólogos pueden ser tan dogmáticos como los científicos» cuando se trata de fenómenos inexplicables. White propone que este pinchazo puede ser intencional por parte de Mulder, como una forma de «inversión irónica del escepticismo [de Scully] sobre lo paranormal». Sin embargo, las líneas finales de «The Truth» ven a Mulder hablando de una creencia en «algo más grande que nosotros, más grande que cualquier fuerza extraterrestre». White también señala el hecho de que durante esta escena Mulder agarra la cruz de oro de Scully, un ícono que simboliza su creencia en gran parte de la serie.
Varias de las escenas y motivos del episodio se han comparado con mitos y leyendas populares. Michelle Bush, en su libro Myth-X, comparó la búsqueda general de Mulder con la búsqueda del Santo Grial. Ella señala que en «The Truth», Mulder y Scully metafóricamente «encuentran su camino hacia el castillo del Grial» solo para descubrir que el Rey Pescador, el caballero herido encargado de proteger el secreto, es en realidad el fumador. Además, Bush comparó la escena final del episodio, con Mulder reflexionando sobre la esperanza de una invasión extraterrestre, con el mito de la caja de Pandora. Según la leyenda, los antiguos dioses griegos le dieron a Pandora una caja llena de males y le dijo que no la abriera. Debido a su curiosidad, desobedeció y desató varias calamidades en el mundo. Bush argumenta que la manipulación del Sindicato con tecnología extraterrestre, como sus experimentos con híbridos extraterrestre-humanos, son similares al contenido de la caja. Señala que, en ambos casos, «la curiosidad del hombre es su perdición». Al final, sin embargo, tanto la caja de Pandora como el mundo de The X-Files contienen esperanza, que, en la leyenda, era lo único en la caja que Pandora no dejaba ir.

## Recepción

### Audiencia
«The Truth» se emitió originalmente en la cadena Fox el 19 de mayo de 2002, y se convirtió en el episodio más visto de la novena temporada, recibiendo las calificaciones Nielsen más altas de la temporada. «The Truth» obtuvo una calificación de 7,5 por ciento, lo que significa que fue vista por 7,5 por ciento de los hogares estimados de la nación. Fue visto por un total de 13,25 millones de espectadores en los Estados Unidos. En la fecha de su emisión, el episodio ocupó el tercer lugar en su intervalo de tiempo, detrás del final de temporada de Survivor: Marquesas y la muy promocionada reunión de The Cosby Show. «The Truth», sin embargo, se posicionó por encima del final de temporada de The Practice. El episodio se incluyó en The X-Files Mythology, Volume 4 - Super Soldiers, una colección de DVD que contiene entregas relacionadas con la saga de los «supersoldados» extraterrestres.

### Reseñas
El episodio recibió críticas mixtas por parte de los críticos; El principal motivo de las críticas fue que, en lugar de llegar a una conclusión, el episodio planteó nuevas preguntas a la audiencia. Robert Shearman y Lars Pearson, en su libro Wanting to Believe: A Critical Guide to The X-Files, Millennium & The Lone Gunmen, le dieron al episodio una crítica demoledora y le otorgaron una estrella de cinco. Los dos, a pesar de calificar la apertura de «prometedora», se burlaron del final del episodio, especialmente la revelación de la colonización extraterrestre del 22 de diciembre de 2012, escribiendo: «¿De esto se trata realmente la serie?». Además, Shearman y Pearson concluyeron que el problema del episodio era que el programa, al que calificó de «brillante, con frecuencia, verdaderamente brillante» decidió «definirse en el resumen» del episodio, que no respondió a muchas preguntas. UGO nombró el episodio como el decimocuarto «peor final de serie» y escribió que el episodio, y la octava y novena temporadas del programa, por extensión, se vieron afectados negativamente por la falta de una trama definitoria de la serie. El artículo señaló que, si bien el episodio afirmaba concluir los arcos de la historia de la serie, «el juicio de Mulder finalmente resultó en muy poca recompensa satisfactoria para los misterios generales de la serie». Joyce Millman, escribiendo para The New York Times, tras el estreno de «The Truth», dijo sobre el programa: «El programa más imaginativo de la televisión finalmente ha alcanzado los límites de su imaginación». M.A. Crang, en su libro Denying the Truth: Revisiting The X-Files after 9/11, criticó las secuencias del juicio del episodio. Si bien afirmó que estas escenas «hacen un buen trabajo al unir los muchos hilos dispares de este arco», sintió que eran «interminablemente aburridas».
No todas las opiniones fueron críticas. Tom Kessenich, en su libro Examinations, escribió una reseña bastante positiva del episodio. Señaló que, aunque el episodio «no nos dijo nada de importancia» con respecto al arco de la historia de la mitología del «panorama general», la oportunidad de ver a Mulder y Scully juntos por última vez resultó en «un momento exquisito de Mulder-Scully». Estaba particularmente satisfecho con la escena final, y señaló que era una conclusión apropiada; lo llamó «apropiado», además de «maravilloso». Kessenich sostuvo que, si no fuera por el regreso de Duchovny, «a nadie le habría importado un carajo el final de esta serie». Julie Salamon de The New York Times le dio al episodio una reseña positiva. Salamon señaló que «hasta el final, la serie mantuvo su fascinante brillo visual, hábilmente puntuada con sugerentes juegos de color y luz». Afirmó que el programa «también conservó su corazón de teoría de conspiración que tanto ha atraído a los espectadores». John C. Snider de SciFiDimensions elogió el episodio y afirmó que «“The Truth” es una conclusión satisfactoria de la serie, con muchos giros y vueltas, algunas apariciones especiales como invitados y un final explosivo con los necesarios helicópteros negros. entre nosotros también estaremos encantados con la culminación de la relación Mulder/Scully».
En 2011, el final ocupó el puesto número veintidós en el especial de TV Guide Network, TV's Most Unforgettable Finales.

### Ubicaciones de rodaje
1. ↑  Fuerte MacArthur: 33°42′43″N 118°17′46″O / 33.7120, -118.2962
2. ↑  Centro de Cuidado de Mamíferos Marinos: 33°43′01″N 118°17′47″O / 33.7169, -118.2965
3. ↑  Parque Estatal del Desierto Anza-Borrego: 33°15′23″N 116°23′57″O / 33.2565, -116.3991